# Paoliella delottoi
Paoliella delottoi är en insektsart. Paoliella delottoi ingår i släktet Paoliella och familjen långrörsbladlöss. Inga underarter finns listade i Catalogue of Life.